# Aleksander Andrejevič Ivanov
Aleksander Andrejevič Ivanov (rusko Алекса́ндр Андре́евич Ива́нов), ruski slikar, * 28. julij (16. julij, ruski koledar) 1806, Sankt Peterburg, Ruski imperij (sedaj Rusija), † 15. julij (3. julij) 1858, Sankt Peterburg.
Ivanov velja za pripadnika ruske realistične šole, čeprav je večino časa slikal svetopisemske in mitološke motive. Zaznati je tudi pridih romantike. Najbolj je znan po svojih skicah in akvarelih.